# 中植茂久
中植 茂久（なかうえ しげひさ、GAN）は、日本のデザイナー、イラストレーター、漫画家。任天堂情報開発本部東京制作部を経て、現企画開発本部所属。大阪府出身。

## 経歴
ゲーム雑誌『ニンテンドードリーム』の前身である『The 64DREAM』にイラストなどの投稿をしていたところ（初めての投稿は64版の『MOTHER3』）、それらのイラストが当時の編集長だった左尾昭典に評価され、次第に漫画やイラストの仕事を依頼されるようになる。そのうちに左尾に誘われる形で上京し、編集部の一員となった。編集者となってからは中植せんせという愛称で親しまれていた。
編集者時代は下記のように主に任天堂ゲームを題材にした漫画を執筆。自身の担当ページでは日本では未発売の洋ゲーの紹介や、当時でもすでに過去のものとなっていた64DDの特集を行なったりもしていた。『スターフォックス』シリーズの公式コミカライズ作品である『スターフォックス〜さらば愛しのファルコ〜』を描き終えた約半年後の2003年5月限りで「自分の目指すものを実現させたい」という理由で編集部を退職した。

### 任天堂入社後
それから約1年が経過した2004年6月に『ニンドリ』誌上において、2003年秋から任天堂情報開発本部東京制作部に在籍していることが明かされた。任天堂入社後は、取扱説明書や広報用のイラストカット、ゲームで使用される一枚絵・キャラクターデザインなど、アートワーク関連を広く手がけている。
ゲームでは『スーパーマリオボール』において初めて全面的なイラストレーションを担当した。後に『マリオvs.ドンキーコング』においてもゲームのイラストおよび「ミニマリオ」などオリジナルキャラクターのデザインを担当。『マリオvs.ドンキーコング』シリーズの続編のイラストも全て中植が担当している。
『スーパーマリオ 3Dランド』では、ゲーム中各所に登場する初期の『マリオ』シリーズ風のイラストの執筆を担当した（『ニンテンドードリーム』2012年1月号（Vol.213）掲載の開発スタッフインタビュー17ページより）。
『ニンテンドードリーム』2014年2月号（Vol.238）掲載の『スーパーマリオ 3Dワールド』開発スタッフインタビューにて、任天堂に入社して以降初、『ニンドリ』誌上においては約10年ぶりに登場した。ゲームではパッケージなどのメイン3Dイラストやようせい姫などのキャラクターデザイン、ハンコのイラストを担当した。2014年時点で、京都本社の企画開発本部に在籍している。

## 人物
当初は漫画家を志望しており、小学館主催の漫画コンテストで「少年と飛行魚」という作品で入選したことがある。

## 作品リスト
ロクヨン夢日記
『The 64DREAM』の編集後記ページに掲載。マリオの日記という体裁をとった一コマ漫画。
DREAM DRUNKER
『The 64DREAM』および『ニンドリ』で紙面連載していた漫画。はじめは1ページだったが、後に2ページになる。クッパが主人公で、「HEIHO-」と喋るヘイホーと共にさまざまな任天堂キャラたちとドタバタコメディを繰り広げる（なお、クッパとヘイホーが主人公の理由は、この2人のキャラクターが中植の好きなキャラクターであったからだと同誌にて公言している）。基本的にはその時々の任天堂ゲームタイトルを舞台にしたパロディだが、たまに『新世紀エヴァンゲリオン』や『スター・ウォーズ』などのゲームを基にすることもあった。また、外伝では、『ゼルダの伝説』においてリンクに倒されたダークリンクが転生したアモスや、小さなパックンフラワーのパッ君といつも一緒の少年ライトといったオリジナルキャラクターが登場。劇中ではダークリンクの力が暴走したアモスがリンクと壮絶な戦いを繰り広げたりした。
スターフォックス〜さらば愛しのファルコ〜
『スターフォックス64』と『スターフォックスアドベンチャー』の間の物語を描いた漫画。
アンケート番長
誌末ページの隅に小さく連載をしていた読者アンケートを募集する1コマ漫画（文は他の編集者）。長ランやロングスカートのセーラー服を着た一昔前の不良のような無駄に熱いキャラたちがその場のノリでアンケート募集とはまったく関係ない話を繰り返していた。

## 画風
上記のようにファミリーコンピュータからスーパーファミコンにおける『マリオ』シリーズのイラストレーション（こちらを担当したのは小田部羊一である）に近い画風を出すことができ、『マリオ』シリーズの一部作品のイラストを担当している。
ただし、本来の中植の画風は『マリオ』シリーズで行うものとはやや異なり、例えば『DREAM DRUNKER』におけるクッパのデザインは、中植がゲーム用に描くクッパとは大きく異なるものである。中植の普段の画風は『スターフォックス〜さらば愛しのファルコ〜』におけるものに近い。
ヘイホーの仮面
前述の『DREAM DRUNKER』のヘイホーのデザインの特徴として、「仮面にある目や口の穴は、単なる黒い点ではなく断面が描き込まれ、厚みあることがわかる」というものがある。
この仮面のデザインは同氏がイラストを担当した『マリオvs.ドンキーコング2 ミニミニ大行進!』の「カタカタヘイホー」というキャラにも用いられた。